# シトロエン・GS

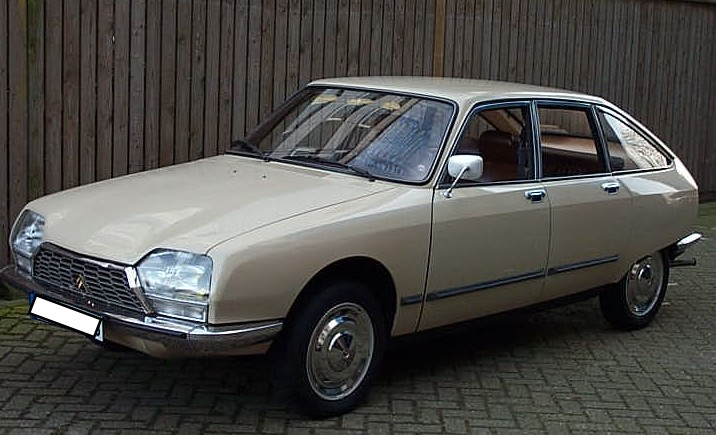
GS パラス

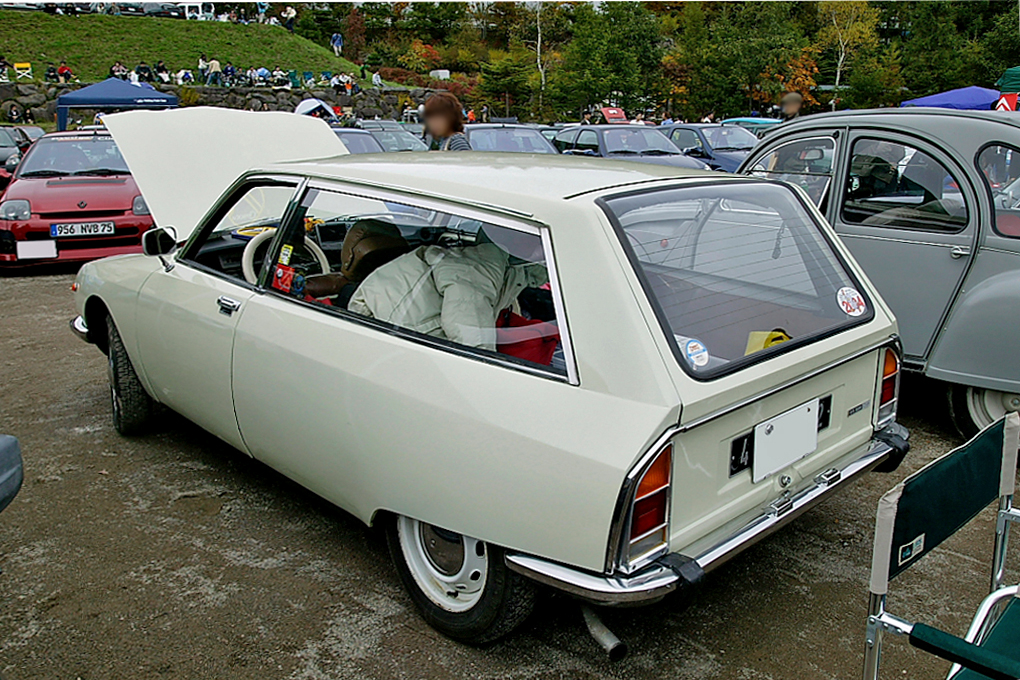
GSベースのシューティングブレーク

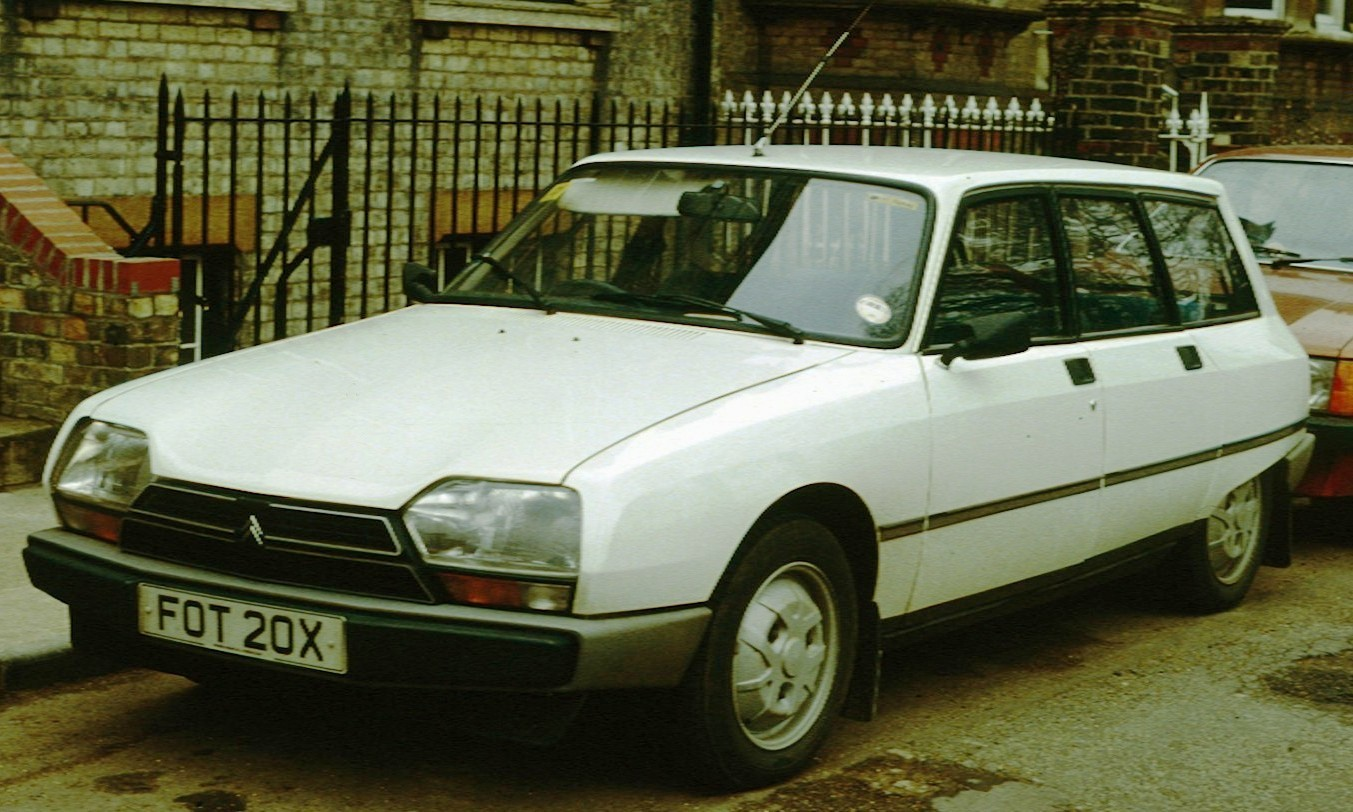
GSAブレーク

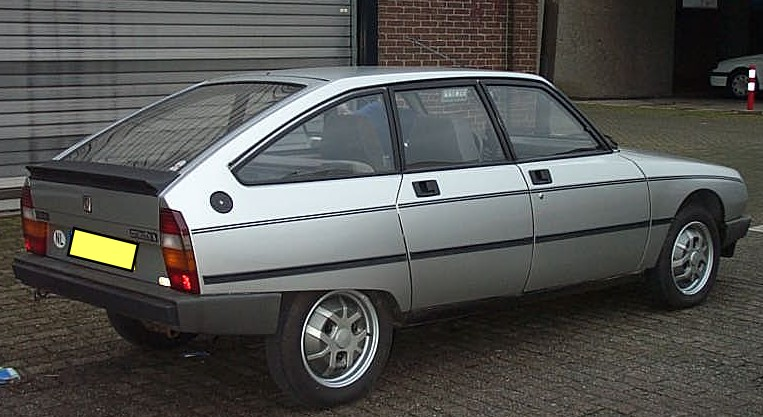
GSA・X1

シトロエン・GS/GSAは、フランスの自動車会社シトロエンが1970年から1986年まで製造した小型乗用車である。空冷2気筒エンジンの2CV及びその派生車種と、1955年以来作られていた大型車Dシリーズとの広いギャップを埋める量産車種として計画された。

## 概要
シトロエンは永年、1948年以来の2CVなどの空冷2気筒エンジンモデル群と、1955年以来のDシリーズの間の広い車格ギャップを埋める量産車種を持っておらず、1960年代後半になると両シリーズの旧態化もあって深刻な販売不振に陥っていた。
一方でシトロエン自体も、1965年に元高級車メーカーで第二次世界大戦後は小型車生産に転身していた中堅メーカーのパナールを吸収合併しており、同社のセダン「ディナ」シリーズ（1953年-1965年のPL17を含む）や24シリーズ（1963年-1967年　クーペの24C/CT、2ドアセダンの24B/BTがあった）などの空冷水平対向2気筒850cc級モデルを中間車種としての育成を試みた。しかし、シトロエン以上に独創的で強烈な個性を持つパナールは量販車種にはなり得ず、結果として新たに開発されることとなったのがGSである。そのため、GSの設計には24シリーズの経験が活かされ、同車の後継モデルとしての性格も与えられていた。
GSのエンジン、駆動系は、空冷である事を含めてパナールや2CV系の発展、拡大版といえる一方、ボディ、シャシ（サスペンション）系統はハイドロニューマチック・サスペンションの採用をはじめとして、DSの縮小、簡略化版であると言える。
エンジンサイズの割に大型のボディは2ボックススタイルであったが、ハッチバックではなく独立したトランクを持っていた。また、当時として極めて空力性能に優れたスタイルであり、しかも広い居住スペースとラゲッジスペースを実現していた。そのコンセプトは、そのまま後のCXにも受け継がれた。
初期型GS4ドアセダンのボディサイズは、全長4,120mm×全幅1,608mm×全高1,349mm、ホイールベース2,550mmで、後にブレークと呼ばれる5ドアのステーションワゴンや、左右非対称の1+2ドア車を含むコメルシアルと呼ばれる商用車も登場した。
ボディサイズの割に小排気量のエンジンを搭載していながら、優れた設計のボディとハイドロニューマチック・サスペンションにより、卓越した空力特性、高速巡航性能、操縦性、乗り心地を持ち、1970年当時としては画期的で、最も進んだ小型大衆車の1台であった。1971年にはシトロエンとしては初めて、ヨーロッパ・カー・オブ・ザ・イヤーを受賞している。
1986年にBXを後継として生産を終了した。16年間の総生産台数はGSAを含めると247万台に及び、またフランス本国以外でもノックダウン生産を含めるとスペイン・ユーゴスラビア・インドネシア等でも、生産されたとの記録が残されている。
GSシリーズの生産時期はヨーロッパ車の鋼板材質の悪い時期にもあたり、特に1978 - 1981年式のGS/GSAの残存率は低く、現在では稀少車となっている。

### メカニズム
駆動方式は、シトロエンが1934年の「7CVトラクシオン・アバン」以来伝統的に採用してきた前輪駆動を踏襲。エンジンは2CV系各車や「ディナ」以降のパナール同様の空冷水平対向エンジンが採用されたが、4気筒SOHCに近代化され、直進安定性を稼ぐため、フロントアクスルの前に縦置きされた。この時期の空冷エンジンの採用は珍しいといえる。
排気量は当初1,015cc、のち拡大版として1,129cc、1,222ccが追加された。当時のフランス車らしく、いずれもボディの割には小さな排気量のエンジンであり、このためフライホイール・マスを大きくして回転落ちしにくいようにチューニングされている。
サスペンションは、前輪がバネ下荷重の少ないダブルウィッシュボーン、後輪がトランク・ユーティリティー（低床・平床化）に有効なトレーリングアームとなっている。スプリングは前後ともに油圧制御エアサスペンションのハイドロニューマチックで、これによって自動車高調整機能と高いロードホールディング、快適な乗り心地を得ている。
また、この時代の大衆車としては珍しく、商用車を含めて全車が高速走行に適した4輪ディスクブレーキを装備しており、特に駆動輪となるフロントは、細身のホイール内でトルクステアの原因となるキングピンオフセット（スクラブ半径）をなくすため、タイヤ幅の広いビロトールを除き、DSと同じセンターピボット式を採用し、そのためにブレーキをインボード化しており、これは同時にバネ下重量軽減の効果もあった。またフットブレーキの配管と倍力装置は、一般的な個別配管とマスターバックではなく、DS同様となるハイドロニューマチックと油圧回路を共有したもので、アンチノーズダイブ機構と併せて、強力かつロックしにくい設計機構で、DSやSMに通じる、スイッチのようにストロークが短く、踏力によってブレーキ力をコントロールする独特の操作感となっている。
スピードメーターは、初期モデルではドラム式ボビン型であったが、1976年以降の後期型やイギリス向けの右ハンドルはアナログメーターを備えていた。
GSの開発にあたっては、よく似たレイアウト持つスバル1000（1966年発売）が参考にされたとの説もあるが、水平対向エンジンを縦置きとし、その後にトランスアクスルを置く前輪駆動方式は2CV以来のレイアウトであり、傘下のパナール各車にも共通するものである。一方のスバル1000はこちらは反対にDSを大いに参考にし、有形無形のさまざまな影響を受けている。また、1971年に発売されたアルファスッドもよく似たレイアウトを持つが、この2車のエンジンは、より一般的な水冷である。

### スタイリング
GSは内外装ともにシトロエンのチーフデザイナー、ロベール・オプロンの率いる社内チームでデザインされたが、1967年にピニンファリーナがオースチン1800 / 1100をベースにデザインした空力的なファストバックセダンのプロトタイプ「エアロディナミカ1800/1100」の影響も顕著に見られる。したがって100%オプロンやシトロエンの創作とは言えないものの、GSのスタイルは、特にフロント周りやリアホイールアーチの処理に見られるシトロエンらしさ、良好な空力特性、そしてエレガンスを同時に実現した1970年代カーデザインの傑作で、時流に大きく先んずるものであった。また、1974年にデビューする上級モデル「CX」のデザインもGSの延長線上にある。
そのボディスタイルにもかかわらずトランクは独立式で、リアシートも可倒式ではなかった。GSがルノー・16をはじめとする5ドアハッチバック車の流行を追ってハッチバックを採用するのは、1979年発表の発展型「GSA」からである。

## GSビロトール

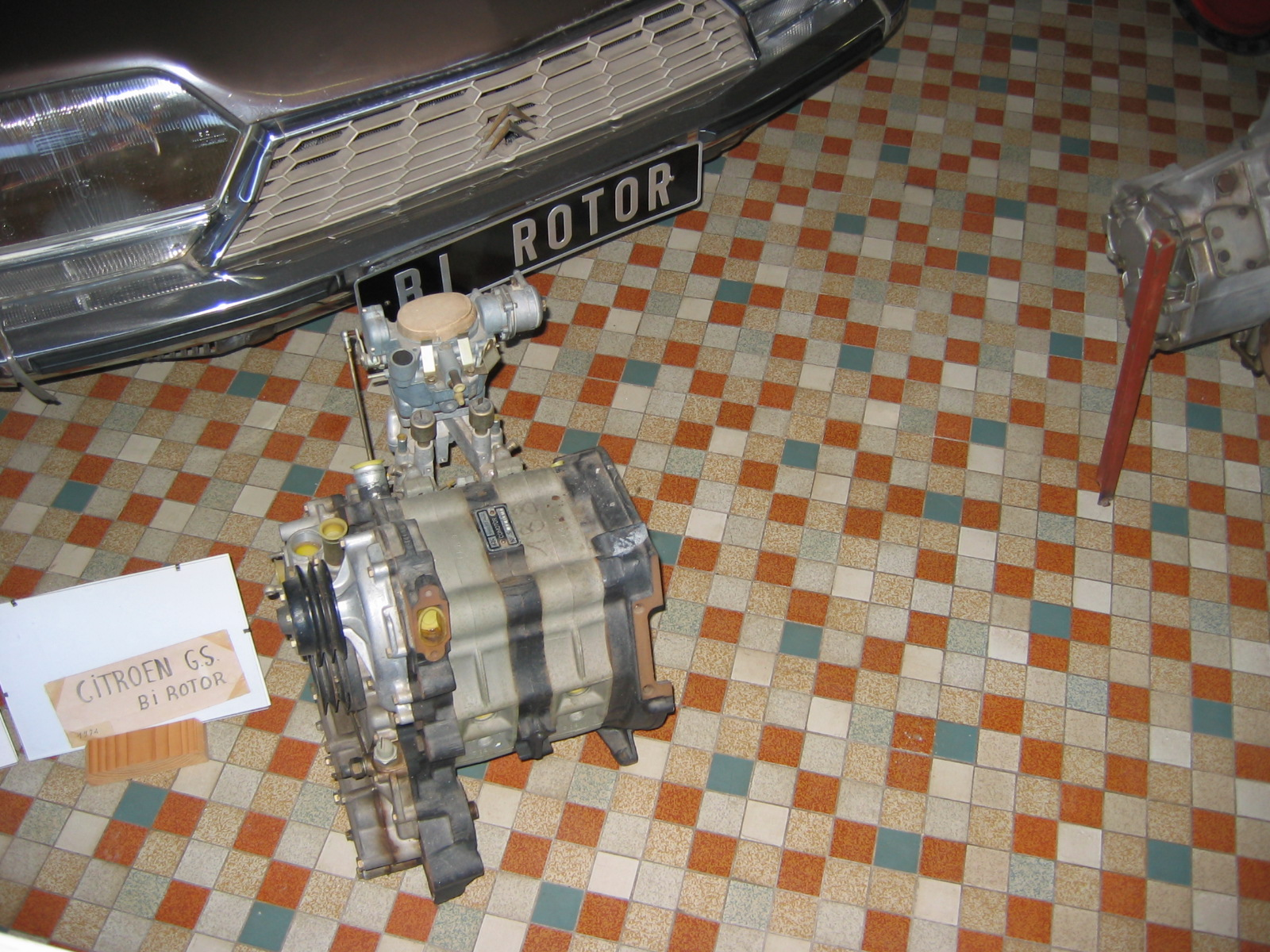
GSビロトールとロータリーエンジン

1960年代、シトロエンは極めてコンパクトでありながら、（当時としては）スムーズかつパワフルなロータリーエンジンに強い興味を抱き、特許権を持つドイツの自動車メーカーNSUと、コ・モービル / コ・モトール等の合弁会社を作るなどして共同開発を行なった。アミ8をベースに1ローターエンジンを搭載し、1970年にモニター販売された実走試験車のM35の成果を踏まえ、1973年にはGSに2ローターのロータリーエンジンを搭載したGSビロトール（Birotor = バイローター、複式ローター）の市販が開始された。ロータリーエンジンこそが、GSの唯一の欠点とされていたアンダーパワーの解決はもとより、進歩的な車体構造、駆動方式、サスペンション、空力などに比較して保守的であったシトロエンのエンジン技術を、一挙に時代の最先端に進めるための切り札であった。
その名の通り、排気量497.5cc×2の水冷ロータリーエンジンと､「Cマチック」と呼ばれるセミオートマチックトランスミッションを組み合わせ、当時提携中のフィアットが開発したジアコーザ方式で並べていた。シトロエンとしては初の横置きエンジン方式であり、GSでは唯一の水冷エンジン搭載車である。外観上はハイパワーに見合った太いタイヤを履き、翌年発売されるCXと同じホイールキャップが与えられ、前後フェンダーにリップが付いたこと、当時流行していたレザートップが与えられた点が識別点であり、内装ではボビン式スピードメーターではなく、英国仕様に似た一般的なアナログメーターとされた点が特徴である。
販売期間は1年あまりで、わずか847台しか生産されなかった。デビュー直後に第一次オイルショックに見舞われたことや、欠陥とも言うべきエンジンの耐久性不足が露呈し、1974年にシトロエンを傘下に収めたプジョーの意向もあって、販売された車両はメーカーの手で回収され解体処分された。このためユーザーの元に現存する車両は世界的にも極めて少数である。

## GSA
GSの発展型として1979年に発表された。ボディはハッチバック化され、バンパー、ドアミラーが樹脂製になった他、フロントグリル、サイドモール、テールランプ、リアガーニッシュ等も変更され、初期のGSのシンプルなエレガンスさは失われたものの、新たな需要も獲得した。
内装は、再びボビン式(今回はタコメーターも)となったメーター回りや、サテライト型スイッチを持つダッシュボード、シートや天井の材質など、フルモデルチェンジなみに変更された。
ボディサイズは、全長4195mm×全幅1630mm×全高1350mm、ホイールベース2555mmと、全長が伸びた以外はGSからの変更はほとんどなかった。ホイールベースの数値の変動は、リアのトレーリングアームサスペンションによる設定値誤差である。
エンジンは空冷・水平対向を踏襲しつつ、1,299ccに拡大された。

## 日本仕様
GSは1972年から西武自動車販売が総代理店となって日本市場で発売された。当初の輸入車種は1,015ccの「クラブ」のみであったが、1973年に1220クラブに変更された。この当時、ガソリンの無鉛化が進められていたが、この頃のGSは有鉛ガソリン指定されていた。少数ながら自動クラッチ仕様や、丸型アナログメーターの英国仕様右ハンドル車も輸入された。エンジン構造などからクーラーの後付けができず、夏の日本での運転は非常に過酷だった一方で、未来的なスタイリングとインテリア、ハイドロニューマチックサスペンションの魅力、発売当初の138.5万円という低価格が受けて、GS / GSAはフランス車としては異例に長く10年以上継続して日本市場で販売された。
1970年代中期以降の輸入車では排ガス規制による性能低下が問題になるが､ GSも1220クラブまでは昭和48年規制であったため大きな影響は受けずに販売された。しかしシトロエンと西武自動車販売は、昭和50年規制対応が義務付けられた1976年末までに適合車を開発できず、在庫がなくなった1977年には一時的に販売中止された。
1978年、エアーポンプ式酸化触媒追加等で昭和51年規制適合となって再登場したのはGS1220パラスで、価格は200万円以下と、1220クラブの末期より約40万円も値下げされ、手動式サンルーフ仕様も登場するなど、魅力を増し、相当数が輸入された。しかし、当時輸入された多くのヨーロッパ製小型車同様、元々のアンダーパワーに輪をかけた性能低下や熱害などの問題が発生した。
1980年にGSAに移行した当初は、GS時代に完成した排ガス規制適合ユニットを流用し、燃料ポンプの電磁化､オイルクーラーを移設するなどして、1,222ccのまま｢GSA1220パラス｣として輸入された。この頃の日本仕様車（1220GSAとその後の1300GSA右ハンドル仕様）の外観はボンネットには黒いエアスクープが付いているのが特徴である。
1982年には日本仕様車も1,299ccに拡大され、GSA1300パラスとなった。排ガス対策は基本的に従来型と同じであったが、日産自動車のアドバイスにより、日立製キャブレター、同時点火式点火装置、リードバルブ式酸化触媒等が用いられ、排気量拡大とあいまって、動力性能、燃費、ドライバビリティは大幅に向上した。またこのモデルは右ハンドルであり、日本向けの改変がフランス本国のシトロエン工場で行われるなど、日本市場への意気込みを感じさせるものであった。
その後しばらくはGSA1300パラスの右ハンドル車のみが輸入されたが、1983年にはパラスの左ハンドル車が追加され、右ハンドル車と併売された。これは右ハンドル車と異なり、本国仕様車に西武自販オリジナルの三元触媒を装着しただけで排ガス規制をクリアさせた物で、エンジンルームは右ハンドル車に比べてはるかにシンプルで、動力性能も一段と優れていたという。なお、このモデルは少数限定枠制度 を利用して輸入されたものである。
1984年になると、本国では古くから（GSの時代から）存在した、スポーティー版のGSA・X3が追加された。排ガス対策などはパラスの左ハンドル車に準じており、このモデルも左ハンドルである。パラスとの違いは変速機が5段になることが最も大きく、エンジン出力はパラスと同じである。その他はボディ前後のスポイラー、ストライプ、ヘッドレスト一体型のハイバックシートなど内外装の違いが主で、多分に雰囲気重視のモデルであった。また、このモデルも少数限定枠制度を利用して輸入されたものである。
GSの日本での販売台数は1982年初頭までで4400台、1985年頃に最終モデルの1,300ccのGSA・X3がBXに跡を譲って販売を終了した時点では約6,000台と言われ、販売台数は当時の日本におけるフランス車の中で最も多かった。